# 악연구제선우
악연구제선우(握衍胊鞮單于, ? ~ 기원전 58년)는 흉노의 선우다. 성은 연제(攣鞮)며, 이름은 도기당(屠耆堂)이다. 오유선우의 이손이다. 궁정 음모로 탈법적으로 선우가 됐으며, 포학한 정치로 민심을 잃어 호한야선우를 옹립한 반란군과 제대로 싸우지도 못하고 자결했다.

## 생애
아버지에게서 우현왕을 물려받았고, 허려권거선우가 쫓아낸 전거연지와 사통했다.
기원전 60년, 허려권거선우가 죽음에 임해 용성 회의에 왔다가 돌아가려 했는데, 전거연지가 선우의 병이 심하므로 머무르게 했다. 며칠 후 선우가 죽자, 학숙왕 형미앙이 왕들을 소집했으나 그들이 미처 이르지 못했을 때, 전거연지와 그 동생 좌대저거 도륭기에게 옹립돼 선우가 됐다. 즉위 후 한나라와 화친하려 동생 이추약왕(伊酋若王) 승지(勝之)로 한나라 황제를 알현하게 했다. 허려권거선우가 중용한 귀인 형미앙 등을 주살하고, 자기를 옹립한 도륭기를 중용했으며 허려권거선우의 자제와 근친을 파면하고 자기 자제들로 대신했다. 허려권거선우의 아들 계후산은 장인 오선막에게 달아났다. 원래 호록고선우 시절 좌현왕의 아들이기에 흉노 귀인들에게서 마땅히 선우가 돼야 한다고 여겨진 일축왕 선현전은 악연구제선우와 사이가 멀었으므로 자기 무리를 이끌고 한나라에 망명했다. 악연구제선우는 사촌형 박서당을 새 일축왕으로 삼았으나, 선현전의 투항으로 흉노의 서역 지배는 붕괴되고 한나라는 정길을 초대 서역도호로 삼아 서역도호부를 설치한다.
기원전 59년, 선현전의 두 동생을 죽였다. 오선막은 둘을 살리려 했으나 악연구제선우가 듣지 않아, 오선막은 화를 품었다. 좌오건왕이 죽자 자신의 막내아들을 새 좌오건왕으로 삼았으나, 오건왕의 귀인들은 그를 인정하지 않고 죽은 오건왕의 아들을 추대하고 동쪽으로 갔다. 우승상에게 만 기를 주어 쳤으나, 수천 명을 잃고 패배했다. 2년간의 재위 기간 포학하고 사람을 죽여, 흉노 국내에서는 악연구제를 따르지 않았다. 또 태자 좌현왕이 왼쪽 땅(흉노의 동부, 남쪽이 기준이라서 동부는 왼쪽이 됨) 귀족을 자주 참소해 그들이 모두 미워했다.
기원전 58년, 오환이 흉노 동부의 고석왕(姑夕王)을 쳐 사람들을 탈취하자 노하니, 고석왕이 두려워 오선막과 왼쪽의 귀인들과 함께 계후산을 호한야선우로 옹립했다. 호한야선우는 4~5만 기를 거느리고 고저수 북쪽으로 왔는데, 악연구제선우의 군대는 싸우지도 않고 패배해, 고립무원의 처지에서 동생 우현왕에게 도움을 요쳥했다. 그러나 우현왕조차도 포학한 자신을 도울 수 없으니 자살이나 하라고 답하여, 악연구제선우는 화를 내고 자살했다. 도륭기는 우현왕이 있는 곳으로 달아났다가 남은 악연구제선우의 무리를 거느리고 호한야선우에게 투항했다. 이후 호한야선우가 우현왕을 죽이려 했으나 실패하면서, 호한야선우와 악연구제선우의 잔당과의 전쟁은 계속된다.

## 출전
- 반고: 《한서》 권94 흉노전제64 상